# Mate Babić
Mate Babić (Runovići, 14. kolovoza 1939. – Valbandon, 5. kolovoza 2017.) bio je jedan od najpoznatijih i najutjecajnijih suvremenih hrvatskih ekonomista.

## Životopis

### Obrazovanje
Osnovnu školu pohađao u Runoviću, a gimnaziju u Imotskome. Ekonomski fakultet u Zagrebu diplomirao 1965. godine. Postdiplomski studij na istom fakultetu završio je 1971. godine. Na Ekonomskom fakultetu Zagreb doktorirao obranivši disertaciju "Analiza i programiranje cijena u procesu privrednog razvoja" u veljači 1973. godine.

### Akademska karijera
Nakon završetka Ekonomskog fakulteta zaposlio se na Ekonomskom institutu Zagreb u srpnju 1965. godine u Odjelu za Pomorsku privredu i transport. Tu je objavio prvu knjigu "Pomorske politike u svijetu" za koju je dobio prvu nagradu za znanstveni rad 1969. godine. To je njegov prvi rad koji je recenziran u inozemstvu. Opširnu recenziju te knjige objavio je Dr. Janusz Majczyno u časopisu "Tehnika i Gospodarka Morska" br. 8-9, 1971. u Varšavi na poljskom jeziku. Knjiga "Pomorske politike u svijetu" služila je kao udžbenik na postdiplomskim studijima iz Pomorske privrede koje su organizirali Sveučilište u Splitu i Sveučilište u Rijeci.
Akademsku godinu 1973/74. proveo je na sveučilištu Harvard. Tu je izradio prvi ekonometrijski model jugoslavenske privrede, koji je objavljen 1974. godine. Recenziju tog rada objavio je H.T. Shapiro u članku "Macroecnometric Models of Soviet Union and Eastern European Economies: A Tabular Survey" Econometrica No.45, 1977. str. 1747-1766.
Godine 1975. prešao je na Fakultet za vanjsku trgovinu gdje je postao izvanredni profesor i utemeljitelj postdiplomskog studija iz međunarodne ekonomije. Godine 1980. izabran je prvi put za redovnog profesora na Ekonomskom fakultetu u Zagrebu Rješenjem tadašnjeg Republičkog komiteta za znanost,tehnologiju i informatiku od 7. srpnja 1980. uveden je u registar znanstvenih radnika u zvanju znanstveni savjetnik pod brojem C R 2300. Drugi put izabran je za redovitog profesora 27. siječnja 1986. Za redovnog profesora u trajnom zvanju izabran je 1997.
U svibnju 1985. godine poslan je kao ekspert Ujedinjenih naroda u Libiju na šest mjeseci kao savjetnik za makroekonomsku politiku. Od veljače 1988. do veljače 1989. bio je direktor projekta (Chief Technical Advisor) Ujedinjenih naroda za makroekonomsku politiku u Somaliji.
Nakon pobjede demokracije na slobodnim izborima u Hrvatskoj, od svibnja do studenoga 1990., bio je prvi potpredsjednik Vlade zadužen za ekonomiju.

### Nagrade i objavljena djela
Radeći na Ekonomskom institutu i na Ekonomskom fakultetu objavio je veći broj znanstvenih radova. Mnogi od tih radova objavljeni su i u inozemstvu (uglavnom na engleskom jeziku). Sudjelovao je na većem broju međunarodnih konferencija s referatima koji su objavljeni u najpoznatijim svjetskim časopisima. Objavio je dosad najveći broj udžbenika iz moderne ekonomije na hrvatskom jeziku, te dobio više nagrada za znanstveni rad.
Udžbenik "Makroekonomija" prvi put objavljen 1977. doživio je dosad 14 izdanja. Udžbenik "Međunarodna ekonomija" doživio je šest izdanja. Udžbenik "Mikroekonomska analiza" doživio je pet izdanja. Osim ovih napisao je i udžbenike "Osnove input-output analize", "Uvod u teoriju vanjske trgovine", "Analitički aspekti društvenog računovodstva" i "Uvod u kvantitativne metode ekonomske analize".

### Međunarodni doprinos
Zajedno s R.A. Mundellom uređuje "Zagreb Journal of Economics", koji su pokrenuli 1997. godine. Predavao je na više postdiplomskih studija u zemlji i inozemstvu. Kao gostujući profesor predavao je na više sveućilišta u inozemstvu. Član je sljedećih međunarodnih stručnih udruženja: European Economic Association;International Finance Association i International Input-Output Association.

## Privatni život
Govori engleski i francuski, a služi se još i talijanskim i njemačkim jezikom. Oženjen i otac dvoje djece.